# Termas del Flaco
Koordinaten: 34° 57′ 27″ S, 70° 26′ 12″ W

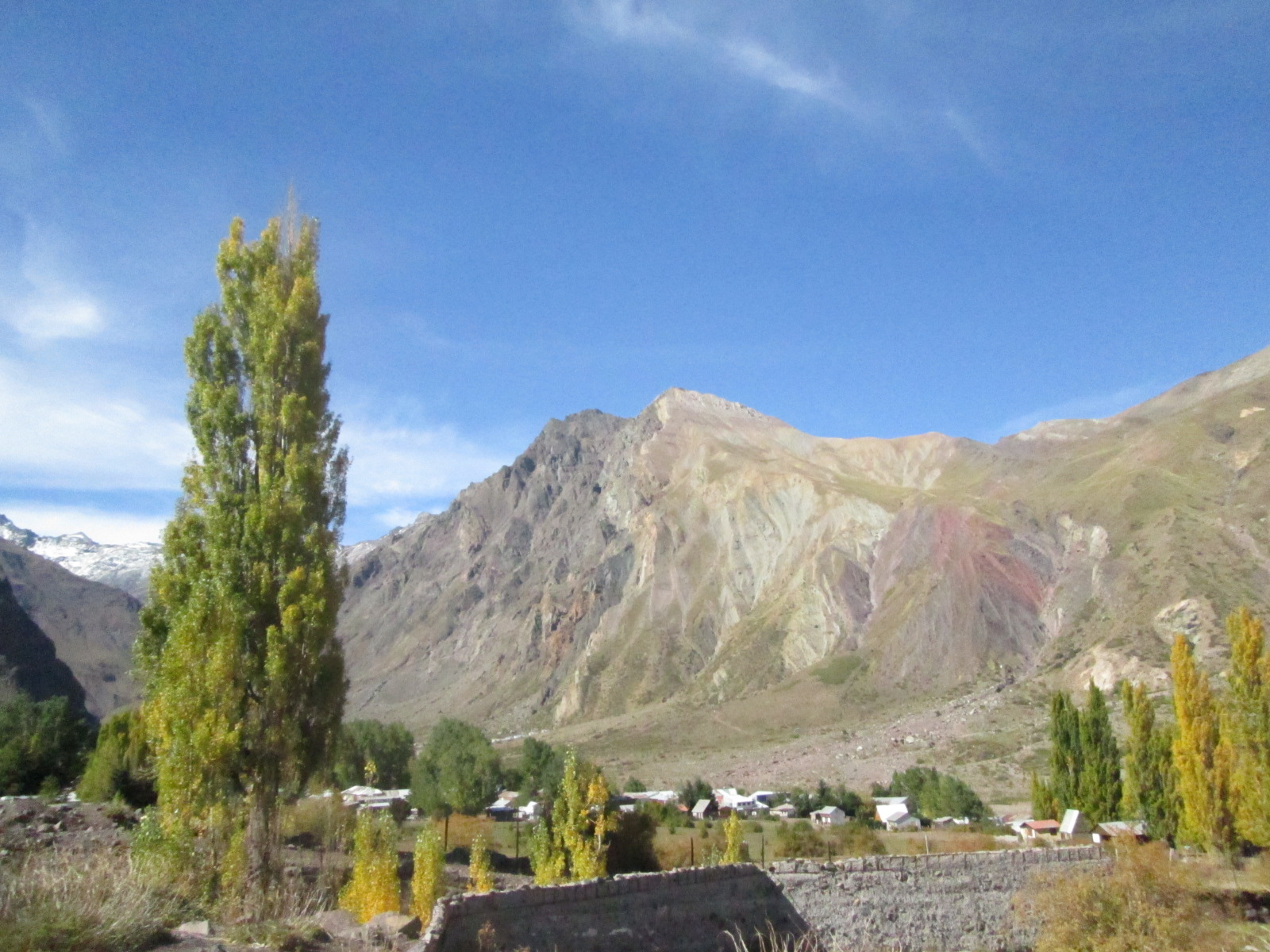
Termas del Flaco

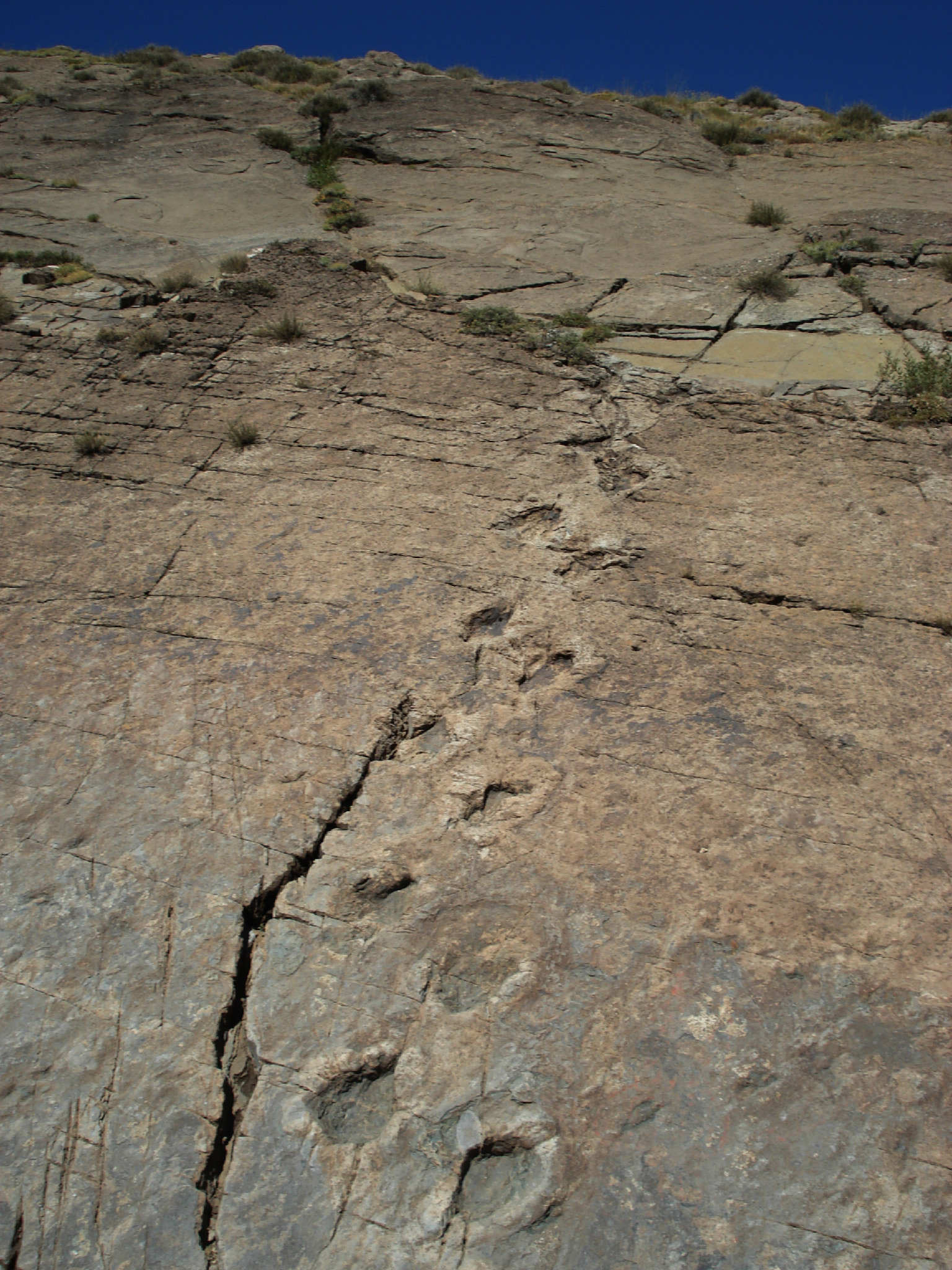
Sauropodenspuren

Termas del Flaco ist ein nur etwa 200 Einwohner zählender Kurort in der Región del Libertador General Bernardo O’Higgins in Chile. Er wird gelegentlich auch Baños del Tinguiririca oder Las Vegas del Flaco genannt.

## Lage
Der erdbebengefährdete Ort liegt in den Anden, im Tal des Rio Tinguiririca auf einer Höhe von ca. 1750 m. Die chilenische Hauptstadt Santiago de Chile ist ca. 220 km (Fahrtstrecke) in nördlicher Richtung entfernt; ca. 8 km östlich des Ortes verläuft die Staatsgrenze zu Argentinien.

## Thermalwasser
Das Thermalwasser in Termas del Flaco wurde schon im Jahre 1861 von Ignacio Domeyko analysiert und studiert. Auch die Pontificia Universidad Catolica de Chile hat schon Proben von den Thermen genommen. Nach Angaben sei dieses Thermalwasser sehr empfehlenswert für Erkrankungen wie Arthritis, rheumatische Erkrankungen, Ischialgie usw. Die Temperaturen bewegen sich zwischen 73 und 96 °C.

## Paläontologie
Im Jahr 1960 entdeckte Diego Marquez versteinerte Dinosaurierspuren, die dann am 13. Juli 1967 zum nationalen Naturdenkmal erklärt wurden.